# 彼得罗斯·佩尔萨基斯
彼得罗斯·佩尔萨基斯（希臘語：Πέτρος Περσάκης，1879年—1952年），希腊男子竞技体操运动员。他曾获得1896年夏季奥运会体操比赛男子团体双杠银牌和男子吊环铜牌。